# Åsa-Nisse på hal is
Åsa-Nisse på hal is är en svensk komedifilm från 1954 i regi av Ragnar Frisk.
Filmen hade premiär 10 september 1954.

## Handling
Filmen börjar på vintern då det bland annat vinterfiskas och åks skridskor. Klabbarparn tar en tur på motorcykel och Nisse vinner en motocrosstävling. Nisse och Klabbarparn åker på att sitta barnvakt. I filmen köper Nisse sin trotjänare, bilen Eulalia II för 800 kronor. Han installerar sedan en speciell förgasare på bilen för att kunna vinna ett bilrace.

## Om filmen
Klipp ur filmen ingår i kavalkadfilmen Dessa fantastiska smålänningar med sina finurliga maskiner från 1966.

## Rollista
- John Elfström - Åsa-Nisse
- Artur Rolén - Klabbarparn
- Helga Brofeldt - Eulalia
- Mona Geijer-Falkner - Kristin
- Gustaf Lövås - Sjökvist
- Willy Peters - Landsfiskalen
- Julia Cæsar - Landsfiskalens moster
- Dagmar Olsson - talare på husmodersmöte
- Wiktor Kulörten Andersson - Knohultarn
- Bertil Boo - Sjungande bonden
- Josua Bengtson - Jönsson
- Ulla-Bella Fridh - Britta, Klöverhages hushållerska
- Brita Öberg - Kvinnoföreningsmedlem
- Gunnar Lindkvist
- Mona Malm - Mona
- Christian Bratt - Olle
- Evert Granholm - bilförsäljaren
- Alf Östlund - busschauffören
- Karl Erik Flens - busspassagerare
- David Erikson - Olles pappa
- Christer Falkenström - den cittraspelande pojken
- Postflickorna - kör som sjunger på valborg[4]

## Musik i filmen
- Night Club Cabaret, kompositör Claude Vane, instrumental
- Wild Goose Chase, kompositör George E. Crow, instrumental
- Dinner Conversation, kompositör Hal West, instrumental
- Skyscape, kompositör Bernie Harris, instrumental
- Marionette March, kompositör Dolf van der Linden, instrumental
- Long of the River, kompositör Archibald Joyce, instrumental
- Yankee Doodle Polka, kompositör Catherine McCarthy och Charles Pierre, instrumental
- Whipped Cream, kompositör Wilfred Burns, instrumental
- Love Eternal, kompositör Wilfred Burns, instrumental
- Hangover, kompositör Frederick G. Charrosin, instrumental
- Idyl in the Clouds, kompositör Ludo Philipp, instrumental
- Koronga, kompositör Fela Sowande, instrumental
- Scène Macabre, kompositör Frederick G. Charrosin, instrumental
- Cartoon Comedy, kompositör Gilbert Vinter, instrumental
- Non-Stop, kompositör Siegfried Merath, instrumental
- Jumping Jackass, kompositör Mervyn Vicars, instrumental
- Cardinal's Snuff Box, kompositör F.M. Rogers, instrumental
- Lovelorn Lady, kompositör Cecil Milner, instrumental
- Flying Shuttles, kompositör Leslie Manson, instrumental
- Primrose Dell, kompositör Cecil Milner, instrumental
- Keep Moving, kompositör Frederick G. Charrosin, instrumental
- Clickety Clack, kompositör Bernie Harris, instrumental
- In the Heather, kompositör Eric H. Thiman, instrumental
- Blå skymning, kompositör Kai Gullmar, text Gus Morris, sång Bertil Boo
- Fauns and Satyrs, kompositör Oliphant Chuckerbutty, instrumental
- Fidgety Phil, kompositör King Palmer, instrumental
- Maypole Dance, kompositör Fela Sowande, instrumental
- Stratospherics, kompositör Allan Gray, instrumental
- Wiegenlied/Guten Abend, gut' Nacht .../Des Knaben Wunderhorn (Vaggvisa/Nu i ro slumra in), kompositör Johannes Brahms, svensk text Knut Nyblom, sång Dagmar Olsson
- Vi lossa sand, sång John Elfström, framförs med ny text special text
- Kväsarvalsen (En kvanting träder i salen in), musikbearbetning och text Arthur Högstedt och Emil Norlander, instrumental
- Photo Finish, kompositör Wilfred Burns, instrumental
- Melody in Moccasins, kompositör Wilfred Burns, instrumental
- Säg mig du lilla fågel, kompositör Christoph Willibald Gluck (melodi ur operan Armide från 1777, text Esaias Tegnér, framförs med sång och på cittra av Christer Falkenström[5]
- Happy Time, kompositör Tom Wyler, instrumental